# Ekonomsko-poslovna fakulteta v Mariboru
Ekonomsko-poslovna fakulteta v Marboru (EPF) je visokošolska ustanova s sedežem v Mariboru. Ustanovljena je bila leta 1959 kot Višja komercialna šola. Današnje ime je dobila leta 1989. Je članica Univerze v Mariboru.

### Zgodovina
2. julija 1959 je bila ustanovljena Višja komercialna šola v Mariboru. Leta 1963 se je preimenovala v Višjo ekonomsko-komercialno šolo (VEKŠ). Leta 1971 se je začel izvajati podiplomski študij. Leta 1989 se je VEKŠ preimenoval v Ekonomsko-poslovno fakulteto.

## Študijski programi
- Visokošolski strokovni študijski program 1. stopnje Poslovna ekonomija
- Univerzitetni študijski program 1. stopnje Ekonomske in poslovne vede
- Študijski program 2. stopnje Ekonomske in poslovne vede
- Študijski program 3. stopnje Ekonomske in poslovne vede

## Organiziranost

### Organi fakultete
- Senat • dekan je njegov predsednik
- Akademski zbor • predsednica: Andreja Primec

Izvoli senat in predlaga kandidate za položaj dekana.
- Dekan: v. d. dekana Polona Tominc
  - Prodekani: Darja Boršič • Borut Milfelner • Nomi Hrast
- Poslovodni odbor
- Študentski svet

### Organizacijske enote, ki imajo pravico samostojno nastopati v pravnem prometu
- Inštituti
  - Inštitut za ekonomsko diagnozo in prognozo
  - Inštitut za mednarodne ekonomsko-poslovne študije
  - Inštitut za finance in bančništvo
  - Inštitut za gospodarsko pravo
  - Inštitut za jezike in tuje poslovne jezike
  - Inštitut za marketing
  - Inštitut za operacijske raziskave
  - Inštitut za management in organizacijo
  - Inštitut za podjetništvo in management malih podjetij
  - Inštitut za projektni management
  - Inštitut za računovodstvo, revizijo in davščine
  - Inštitut za upravljanje podjetij in strateški management
  - Inštitut za tehnologijo in podjetniško varstvo okolja
  - Inštitut za turizem in poslovno logistiko
  - Inštitut za e-poslovanje in management informatike

### Dekanat - tajništvo fakultete
- Tajnik fakultete
- Služba za študentske in študijske zadeve
  - Enota za razvoj, podporo in kakovost študija
- Služba za kadrovske, pravne in splošne zadeve
- Služba za računovodstvo in finance
- Knjižnica
- Služba za informacijsko in komunikacijsko tehnologijo
- Služba za raziskovalno dejavnost in sodelovanje z gospodarstvom
- Služba za mednarodno sodelovanje
- Študentski Karierni center